# Палмер, Карл
Карл Фредерик Кендэлл Палмер (англ. Carl Frederick Kendall Palmer, 20 марта 1950, Хендсуорт) — британский барабанщик и композитор. Известен участием в группах The Crazy World of Arthur Brown, Atomic Rooster, Emerson, Lake and Palmer и Asia. Занимает 15 место в списке 50 лучших рок-барабанщиков всех времен по версии журнала Classic Rock .

## Биография
Карл Палмер родился 20 марта 1950 года в семье музыкантов. Его дед играл на барабанах, бабушка была виолончелисткой в симфоническом оркестре, его мать играла на ряде различных инструментов, а отец пел, танцевал, играл на гитаре и ударных. Его брат также играл на гитаре и ударных, а сам Карл начал обучение игре на классической виолончели.
В 1959 фильм «Drum Crazy» (он же «The Gene Krupa Story») очень впечатлил его, и главными увлечениями его стали американский суперударник Джин Крупа и легенда ударных Бадди Рич, который позже стал близким другом Карла. На одиннадцатый день рождения он получил ударную установку, и тут же начал изучать новый инструмент. В течение следующих трех лет он учился с местным учителем музыки Томми Канлифом, играл в оркестре на радио (the Midland Light Orchestra), и выступал с танцевальной группой отца.
В 14 лет Карл присоединился к первой профессиональной группе The Mecca Dance Band, за участие в которой он получал 23 фунтов стерлингов в неделю. В 15 лет Палмер играл в The Motown вместе с гитаристом Ричардом Кингом, басистом Леном Коксом и вокалистом Джефом Брауном. Позже группа была переименована в The Craig.
Будучи уважаемым барабанщиком в 16 лет, Карл присоединился к The Thunderbirds с гитаристом Альбертом Ли и клавишником Дейвом Гринслэйдом. О ней Палмер говорил: «Да, это была блюзовая группа и, одновременно, соул группа с саксофонами и всем остальным. И в то же время нас продюсировал не кто иной, как Мик Джаггер».
В 18 лет Карл Палмер присоединился к The Crazy World of Arthur Brown заменив барабанщика Драхена Тикера, на абсолютном пике их успеха последовавшим за синглом «Fire» («I am the God of Hellfire…»). Палмер попал в группу как раз тогда, когда они были в турне вместе с известными группами такими как Grateful Dead, Джимми Хендрикс, Premier Cast of Hair, Iron Butterfly и другими. Но проблемы с менеджментом, со здоровьем и личные конфликты дали о себе знать, и Карл, вместе с клавишником Винсентом Крэйном, вернулись в Великобританию для создания Atomic Rooster.
В Atomic Rooster Палмер впервые насладился успехом как основатель группы. Массмедиа и фанаты хорошо восприняли новый коллектив поскольку в поздних 60-х прогрессив-рок был востребован. Их дебютный альбом «Atomic Rooster» поднялся на 49-ю позицию в чартах Великобритании, а синглы «Tomorrow Night» и «Devil’s Answers» стали достаточно популярными. Весь альбом был наполнен соло на ударных, что подняло репутацию Палмера как высокотехничного и быстрого барабанщика.
В 1970 Палмер получил телефонный звонок, изменивший его жизнь. Клавишник Кит Эмерсон и один из основателей группы King Crimson Грег Лэйк пригласили его на прослушивание для новой группы. Палмер не хотел оставлять Atomic Rooster с её растущей популярностью, но на прослушивание пошёл.
На прослушивании все три музыканта почувствовали что играют то, что и хотели играть. Но Палмер все ещё сомневался, и поэтому попросил у Лейка и Эмерсона время для обдумывания. На следующий день он согласился с приглашением и присоединился к группе.
От новообразованной супергруппы Emerson, Lake & Palmer ожидали многого. В августе 1970 года, во время работы над первым альбомом, они дали первый концерт в Плимуте, а после отправились на легендарный фестиваль «Isle of Wight». На выступлении ELP играли кавер-версию «Картинки с выставки» Мусоргского, но ожидания о группе не оправдались. Палмер говорил: «Я не помню, насколько хорошо мы играли, но помню, что мы хорошо опустились вниз». Скорее всего это случилось из-за непонимания фанатами их музыки.
В ноябре группа выпустила свой дебютный альбом. Он оказался очень успешным и поднялся на пятое место в чартах Великобритании и на 20-е в Америке. Сингл «Lucky Man» стал хитом, а их первое провальное выступление развеялось как легенда.
До 2015 года группа с участием Карла Палмера выпустила целый ряд успешных альбомов.